# カルロッタ・ジョアキナ・デ・ボルボン

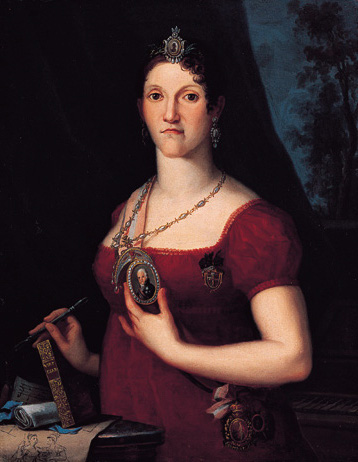
カルロッタ・ジョアキナ

カルロッタ・ジョアキナまたはカルロータ・ホアキーナ・デ・ボルボン（葡: Carlota Joaquina de Borbón y Borbón, 1775年4月25日か5月25日 - 1830年1月7日）は、ポルトガル王ジョアン6世の王妃。

## 来歴
アランフエスで生まれる。父はスペイン王カルロス4世、母はマリア・ルイサ・デ・パルマ。1785年に、ブラジル大公とブラガンサ公の称号をもつジョアンと結婚。2人の間には9人の子が生まれた。
- マリア・テレザ（1793年 - 1874年）　従兄のスペイン王子・ポルトガル王子ペドロ・カルロスと結婚、のち妹マリア・フランシスカの寡夫であるスペイン王位請求者モリナ伯カルロスと結婚した。
- フランシスコ・アントニオ・ピオ（1795年 - 1801年）
- マリア・イザベル（1797年 - 1818年）　スペイン王フェルナンド7世の2度目の王妃。
- ペドロ（1798年 - 1834年）　ポルトガル王（ペドロ4世）、ブラジル皇帝（ペドロ1世）
- マリア・フランシスカ（1800年 - 1834年）　モリナ伯カルロスの最初の妻。
- イザベル・マリア（1801年 - 1876年）　ポルトガル摂政
- ミゲル（1802年 - 1866年）　ポルトガル王
- マリア・ダ・アスンサン（1805年 - 1834年）
- アナ・デ・ジェズス（1806年 - 1857年）　ポルトガル首相ロレ公爵の妻

カルロッタ・ジョアキナは、政治に口をはさむ猛烈な女性だった。彼女は美しいとはいえず、背もドワーフのように低かったという。
ブラガンサ王家がブラジルへ宮廷を移した間、彼女はラテン・アメリカでのスペイン支配にならった統治をしようとした。彼女は絶対王政主義者だった。当時、故国はナポレオン軍により蹂躙され、彼女の家族はフランスへ移されていた。彼女は、スペインの王位継承者としてふるまった。
ポルトガルでは宮廷不在の14年の間、ナポレオン侵攻の影響により、絶対王政から脱却して立憲主義を求める声が強くなっていた。1820年の自由革命の結果、新憲法がコルテスで採択された。彼女の祖国スペインでも同じような革命が1812年に起こっていた。帰国後、新憲法を遵守することを宣言した夫に対し、彼女は「神から与えられた王権」を手放すことに同意しなかった。王は王妃に遵守の撤回を求められても、一度した約束を覆すのを拒んだ。王妃は、自分と同じく絶対王政を信望する三男ミゲルをポルトガル王にしようと決意した。1824年にミゲルは元帥に任命され、軍を掌握したとみるや、王妃は王子と謀って王を幽閉した。しかし王はイギリスの介入で全権を回復し、ミゲルは国外亡命を余儀なくされた。王子を支援した王妃もまた、短期間だが蟄居を命じられた。
それからまもなくジョアン6世が病床につくと、死を前に王は、ブラジル皇帝ペドロ1世の帰国までの間の摂政に、四女イサベル・マリアを指名した。通常であれば、寡婦となった王妃が摂政を務めるところであるが、王はカルロッタ・ジョアキナの野心を最後まで警戒したのである。
カルロッタ・ジョアキナは、シントラのケルス宮殿で死去した。